# Шевалье (фильм, 2022)
«Шевалье» (англ. Chevalier) — исторический фильм режиссёра Стивена Уильямса, рассказывающий о «чёрном Моцарте» Жозефе Болонь де Сен-Жорже. Главную роль сыграл Кельвин Харрисон, премьера состоялась в сентябре 2022 года на кинофестивале в Торонто.

## Сюжет
Действие фильма происходит в конце XVIII века при французском королевском дворе. Главный герой — темнокожий музыкант и композитор Жозеф Болонь, шевалье де Сен-Жорж, прозванный за свои таланты «чёрным Моцартом».

## В ролях
- Келвин Харрисон-младший[англ.] — Жозеф Болонь, шевалье де Сен-Жорж
- Самара Уивинг — Мария-Жозефина де Монталамбер
- Люси Бойнтон — Мария-Антуанетта
- Мартон Чокаш — Марк Рене де Монталамбер
- Минни Драйвер — Мари-Мадлен Гимар

## Производство и премьера
Проект был анонсирован 30 июня 2020 года компанией Searchlight Pictures. Сценаристом стала Стефани Робинсон, режиссёром — Стивен Уильямс. 31 марта 2021 года стало известно, чтоглавную роль получил Кельвин Харрисон. 8 июня к касту присоединилась Самара Уивинг, в июле — Люси Бойнтон и Минни Драйвер. Съёмки проходили в сентябре — ноябре 2021 года в Праге.
Премьера состоялась в сентябре 2022 года на кинофестивале в Торонто. 7 апреля 2023 года «Шевалье» вышел в прокат.